# جزيرة بانيكي
جزيرة بانيكي وهي جزيرة من جزر إندونيسيا، وتقع في إقليم غورونتالو، ضمن أرخبيل سولاوسي.